# Image stéréoscopique
Une image stéréoscopique est composée de deux vues dites gauche et droite, réalisée par deux capteurs optiques prenant une même scène à partir de deux points de vue légèrement distants, mais impérativement à la même hauteur et à la même distance du premier plan. Ces deux vues peuvent alors être présentées au spectateur de manière que l'image de la caméra gauche soit vue uniquement par l'œil gauche, et l'image de la caméra droite par l'œil droit pour donner un effet de relief.
Cet effet de relief est produit par la parallaxe. La parallaxe est l'écart entre les deux positions, sur le support de l'image, des vues gauche et droite d'un même objet. Les deux caméras doivent être ajustées pour que la parallaxe correspondant à un point à l'arrière-plan ne dépasse pas 65 mm, c'est-à-dire la distance moyenne entre les pupilles d'un adulte.

## Synonyme
Lorsqu'il se réfère bien à un procédé de restitution de la vision en relief, l'acronyme anglo-américain 3D" - pour "three dimensions" -  est un exact synonyme des mots français stéréoscopie et stéréoscopique. Le sigle 3D présente le défaut de son ambiguïté puisqu'il désigne aussi bien, dans l'usage courant et la langue médiatique, des représentations en relief binoculaires que des représentations en relief bidimensionnel, c'est-à-dire en perspective, ou l'impression 3D.

## Types d'acquisitions

### Caméra unique à deux objectifs
Depuis le milieu du XIXe siècle, divers fabricants d'appareils photo ont réalisé des appareils à deux objectifs, de format par exemple 6x13 cm ou 45x107 mm, puis 2x24x36, puis quelques rares modèles d'appareils numériques à deux objectifs et deux capteurs. La plupart des fabricants d'appareils photo stéréoscopiques ont introduit un « surécartement », par lequel les centres des capteurs sont un peu plus éloignés que les centres des objectifs. Ceci corrige le défaut cité ci-dessous. Sinon il faut le corriger, soit par décalage des diapositives dans leurs montures, soit par traitement logiciel, ce qui est facile depuis l'ère des images numériques.

### Caméras parallèles
Deux caméras identiques sont utilisées pour la saisie stéréoscopique de la scène. La distance entre les caméras correspond généralement à la distance entre nos yeux (environ 65 millimètres). Cette configuration exige deux caméras identiques avec des axes optiques parallèles (la ligne qui passe par le point focal et le centre des capteurs dans la caméra). Avec une telle acquisition, l'horizon semblerait être sur l'écran de visualisation, et les différents objets de la scène apparaîtraient plus près que l'écran, en jaillissement. Ceci peut être facilement corrigé par décalage des diapositives dans leurs montures, ou dans le cas des images numériques par logiciel, par exemple avec StereoPhoto Maker.

### Caméras convergentes
Cette configuration exige aussi deux caméras identiques. Au lieu d'être parallèles, les axes optiques convergent en un point qui dépend de l'angle entre les axes et de la base stéréoscopique, l'écartement des deux objectifs. C'est cet angle qui doit être ajusté afin de déterminer si les objets de la scène apparaîtront derrière, ou devant l'écran de visualisation. Un excès de convergence des axes optiques des caméras conduit à des déformations dites trapézoïdales, entraînant des déviations verticales inacceptables. En images numériques, ces distorsions peuvent être compensées par logiciel. Cette convergence est utilisée surtout pour le cinéma professionnel, car pour les images fixes la convergence n'est jamais utile, sauf pour photographier en deux temps des très petits objets, en faisant tourner ceux-ci devant une caméra unique, par exemple de deux degrés.

## Affichage stéréoscopique

### Stéréoscope
Le stéréoscope a été le premier affichage stéréoscopique à être inventé (1838). Il existe de nombreux modèles de stéréoscopes, pour voir des images de diverses dimensions, sur divers supports. La plupart de ces stéréoscopes consistent en une boîte rectangulaire dont la partie supérieure est souvent ouverte. Deux ouvertures, généralement pourvues d'oculaires, permettent d'observer les deux images. Au milieu du stéréoscope, un séparateur est placé entre les images et entre les yeux du spectateur.

### Anaglyphe
Un anaglyphe est un couple de vues stéréoscopiques visibles au moyen de filtres de deux couleurs complémentaires (habituellement rouge et cyan), donnant ainsi une impression de profondeur. Cette technique permet la diffusion de vidéo stéréoscopique couleur, mais avec des restrictions : les couleurs trop vives, surtout le rouge, ne passent pas. Mais elle permet de faire facilement des présentations comprenant des stéréoscopiques, car elle est facile à mettre en œuvre; on introduit facilement des anaglyphes dans une présentation PowerPoint ou dans un texte sous forme de fichier Word; les lunettes pour anaglyphes ne coûtent pas cher, environ un demi-euro.
La technique des anaglyphes a été complétée par des filtres à bandes passantes multiples, en particulier par les entreprises Infitec et Omega3D. Surtout avec les filtres Infitec, on voit parfaitement en relief des images stéréoscopiques de toutes les couleurs.

### Autostéréoscopie
L'autostéréoscopie est un système où les images gauche et droite sont présentées multiplexées spatialement sur un même écran : les colonnes impaires contiennent l'image gauche, et les colonnes paires l'image droite. Devant l'écran se trouve un autre écran qui ne laisse voir à chaque œil que la vue correspondante, pour créer une impression de profondeur.
Il existe principalement deux systèmes d'autostéréoscopie : les barrières de parallaxe, l'écran filtrant est constitué de bandes verticales opaques, et se trouve à une certaine distance du support de l'image ; et les systèmes lenticulaires, dans lesquels l'écran filtrant est constitué d'un réseau de lentilles verticales. Il existe aussi des systèmes lenticulaires à vues multiples, par exemple les systèmes actifs, sur écran de télévision, de la société Alioscopy. On peut dans ces cas se déplacer latéralement devant l'écran et continuer à bien voir en relief.
Dans le cas des barrières de parallaxe ou des systèmes lenticulaires à deux vues seulement, à moins d'avoir un système de localisation permettant le déplacement de l'usager, celui-ci doit rester au centre pour conserver cette impression de profondeur.
Voir aussi : autostéréoscopie

### Écran à polarisation
Le principe de polarisation permet des systèmes d'affichage plus souples. Ici, l'usager porte des lunettes polarisantes, légères et peu coûteuses. Les projecteurs sont équipés d'un dispositif de polarisation qui encode les images gauche et droite en polarisation perpendiculaire. Chacun des yeux de chaque spectateur voit alors seulement l'image appropriée. Cette méthode permet l'utilisation des couleurs et peut convenir pour un grand nombre de spectateurs. C'est une méthode pratique pour des cinémas (IMAX), mais elle est également bien adaptée pour les projections à domicile.

### Multiplexage temporel
L'affichage à multiplexage temporel a été utilisé au cinéma et pour le visionnement sur un écran de télévision. Ici, les images gauche et droite sont affichées l'une après l'autre. Des lunettes d'obstruction, dites « actives », sont synchronisées à l'affichage, permettant de séparer les images droite et gauche et de créer un effet de profondeur. Mais ce procédé, présente deux inconvénients majeurs :
- d'une part on ne sait pas projeter la « fenêtre stéréoscopique » en avant de l'écran, ce qui fait que les arrière-plans sont souvent vus en situation de divergence oculaire, ce qui est mal supporté par beaucoup de personnes ;
- d'autre part, comme pratiquement tous les films ont été tournés en prenant la vue gauche en même temps que la vue droite, s'il y a des mouvements latéraux un peu rapides, ces objets en mouvement latéral sont vus à une distance incorrecte, par suite de la "parallaxe temporelle": par exemple un piéton qui marche de côté entre deux rangées d'arbres, soit cache des arbres qui autrement sont vus derrière lui, soit est caché par des arbres autrement vus devant lui.